# James G. Fulton
Pour les articles homonymes, voir James Fulton et Fulton.
James Grove (Jim) Fulton, né le 1er mars 1903 et mort le 6 octobre 1971, est un homme politique américain qui a été membre de la Chambre des représentants de Pennsylvanie de 1945 à 1971.

## Jeunesse et éducation
James G. Fulton est né à Dormont, en Pennsylvanie. Il a fréquenté le département des beaux-arts du Carnegie Institute of Technology à Pittsburgh, en Pennsylvanie, et a obtenu un diplôme de l'université d'État de Pennsylvanie à State College, en Pennsylvanie, en 1924 et un doctorat en droit de l'université de Harvard en 1927. Il a été membre de la commission d'examen du droit du comté d'Allegheny de 1934 à 1942. Il a siégé au Sénat de l'État de Pennsylvanie en 1939 et 1940. Il a été avocat pour l'arrondissement de Dormont en 1942. Il a travaillé comme éditeur du Mount Lebanon News et de plusieurs autres journaux. Il a été membre de la Société américaine de la magistrature (en), de la Légion américaine et des Vétérans des guerres étrangères.

## Service militaire
Pendant la Seconde Guerre mondiale, il s'est enrôlé dans la Réserve navale américaine en 1942 et a servi dans le Pacifique Sud en tant que lieutenant jusqu'à sa libération en 1945.

## Chambre des représentants des États-Unis

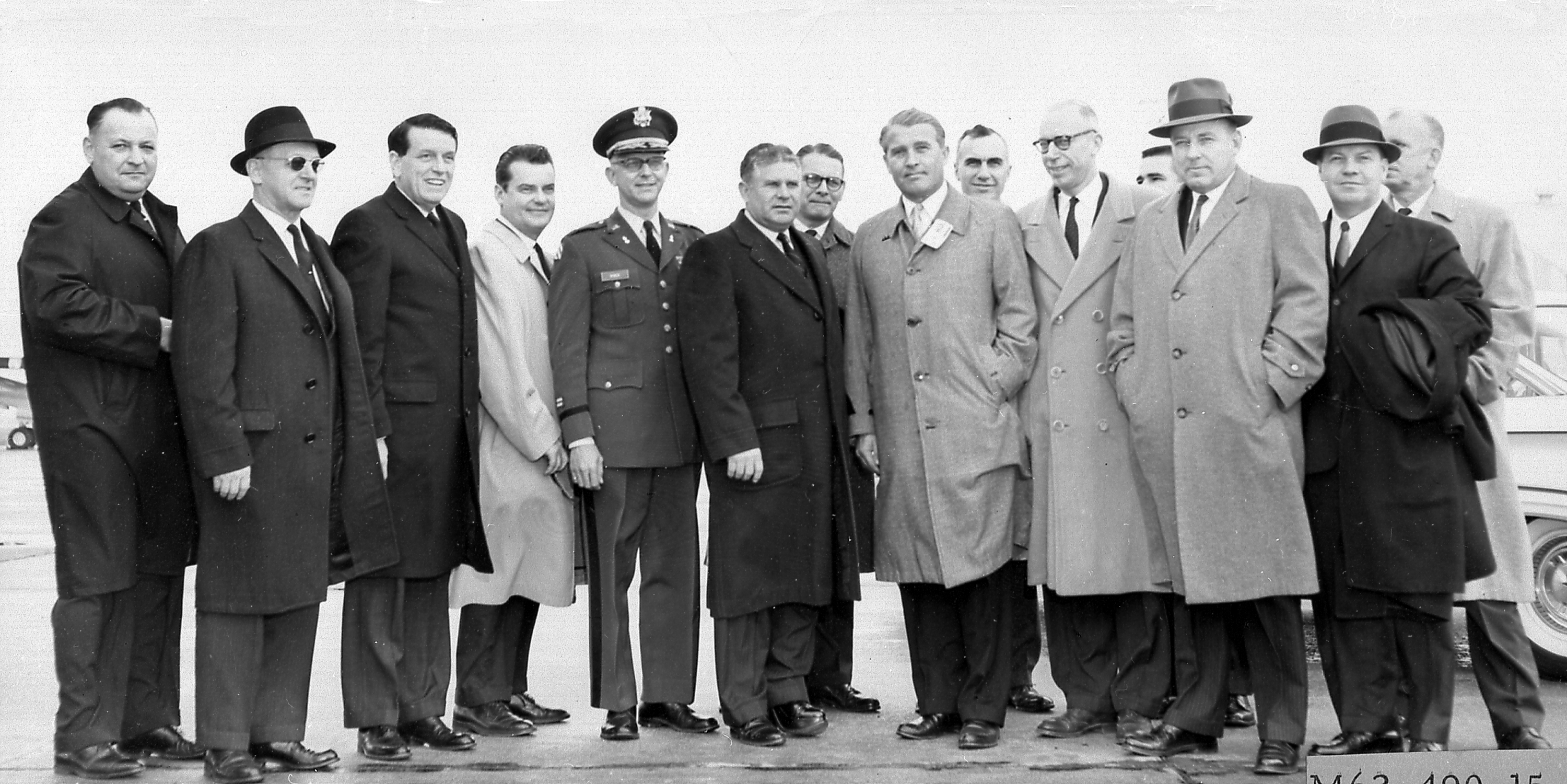
Le 9 mars 1962, le représentant Fulton et d'autres membres de la commission parlementaire des sciences et de l'astronautique visitent le Marshall Space Flight Center afin de recueillir des informations de première main sur le programme national d'exploration spatiale.

En 1944, alors qu'il était encore en service, Fulton a été élu comme républicain au 79e Congrès des États-Unis, et réélu aux treize Congrès suivants. Il a siégé du 3 janvier 1945 jusqu'à sa mort d'une crise cardiaque à Washington, D.C., le 6 octobre 1971. Pendant son mandat au Congrès, il a été délégué à la Conférence des Nations unies sur le commerce et l'emploi à La Havane en 1947 et 1948, et à la 14e Assemblée générale des Nations unies en 1959. Il a été délégué à la Convention nationale républicaine de 1956 (en). En outre, il a été conseiller en matière spatiale auprès de la mission des États-Unis aux Nations unies de 1960 à 1969. Fulton a voté en faveur des lois sur les droits civils (en) de 1957, 1960, 1964 et 1968, ainsi que du 24e amendement à la Constitution des États-Unis et de la loi sur le droit de vote de 1965.

## Space Shuttle
On attribue à Fulton le mérite d'avoir sauvé le programme de la navette spatiale américaine. Après une crise cardiaque en 1970, Fulton est sorti d'une ambulance pour proposer un compromis qui a finalement sauvé le financement du programme.

## Héritage
Il est mort d'une crise cardiaque le 6 octobre 1971 à Washington, D.C. Il est enterré dans le cimetière du Mount Lebanon à Pittsburgh, en Pennsylvanie. En mémoire de Fulton, la Fondation de Pittsburgh a créé en son honneur le The James G. Fulton Legislative Internship Program. Le bâtiment du bureau de poste James Grove Fulton Memorial à Pittsburgh porte son nom.